# کاپیتان رکس
کاپیتان رکس (انگلیسی: Captain Rex) یک شخصیت داستانی در مجموعه علمی تخیلی جنگ ستارگان، ساخته شده توسط جرج لوکاس است و شخصیت اصلی در جنگ‌های کلون ۲۰۰۸ است. او سرباز کلون ارتش بزرگ جمهوری تحت فرماندهی جدای آناکین اسکای واکر و آهسوکا تانو است.